# El séptimo día
El séptimo día es una película española de 2004 dirigida por Carlos Saura e interpretada por Juan Diego, José Luis Gómez y Victoria Abril. Está inspirada en los sucesos de Puerto Hurraco, en los que fallecieron nueve personas a manos de dos hermanos, Emilio y Antonio Izquierdo, y otras muchas quedaron heridas.

## Sinopsis
Isabel Jiménez (Yohana Cobo) recuerda la historia de su tío Amadeo (Juan Sanz), asesinado por Jerónimo Fuentes (Ramon Fontserè) por romper el noviazgo con su hermana Luciana (Victoria Abril). Jerónimo es encarcelado 14 años y tras esto la familia Jiménez incendia, con la complicidad de la familia, la casa de los Fuentes, cobrándose la vida de la madre. Los Fuentes abandonan Puerto Hurraco durante un tiempo y regresan con afán de vengarse.

## Comentario
Inspirada en la masacre de Puerto Hurraco (domingo 26 de agosto de 1990), El séptimo día fue una película que pretendió hablar de una España ancestral, cuya tierra reclama la sangre de sus habitantes. Al evocar los terribles hechos que azotaron la vida de este pueblo extremeño, el presidente autonómico Juan Carlos Rodríguez Ibarra protestó considerando que la imagen negativa ofrecida en el filme podría perjudicar el turismo.
Carlos Saura reconstruye, basándose en un guion de Ray Loriga, la vida del pueblo: las ancianas que chismorrean en la plaza principal, el tabernero cuya hermosa mujer se acuesta con todo hombre que le pase por delante, el "tarado" que comprende mejor que nadie lo que ocurre a su alrededor, los golfos que trapichean con la droga... De esta manera el realizador pretende crear cierta atmósfera que prepare al espectador para el final demoledor; una matanza, filmada a ritmo coreográfico, cuya sordidez contrasta con el marco en el que tiene lugar: los vecinos de Puerto Hurraco ven en el bar los Juegos Olímpicos de Barcelona que ofrecen una imagen de modernidad que en nada se relaciona con su propia idiosincrasia (aunque aquí la película se toma una licencia histórica, dado que los sucesos de Puerto Hurraco fueron en 1990 y los Juegos de Barcelona en 1992).
Sin embargo, todo lo anteriormente indicado queda contrastado con la inocencia y naturalidad con que viven su vida las tres hermanas (salvo la mayor, que aun así nunca descuida a las otras), siempre dispuestas a divertirse inocentemente o bailar juntas. Otro tanto puede decirse de los padres de las mismas y otros vecinos. Los mismos asesinos son mostrados como personas normales (véase la enorme ternura de uno de los hermanos Izquierdo con un cochinillo). En definitiva el director muestra a gente normal, más o menos satisfecha, que sin previo aviso se encuentran inmersos en una tragedia sangrienta.

## Premios y candidaturas
XIX edición de los Premios Goya
| Categoría                 | Persona        | Resultado |
| ------------------------- | -------------- | --------- |
| Mejor director            | Carlos Saura   | Nominada  |
| Mejor actriz de reparto   | Victoria Abril | Nominada  |
| Mejor actor de reparto    | Juan Diego     | Nominado  |
| Mejor dirección artística | Rafael Palmero | Nominado  |

Unión de Actores
| Categoría                       | Persona        | Resultado |
| ------------------------------- | -------------- | --------- |
| Mejor actor secundario de cine  | Juan Diego     | Nominado  |
| Mejor actriz de reparto de cine | Victoria Abril | Ganadora  |

Medallas del Círculo de Escritores Cinematográficos de 2004
| Categoría              | Persona           | Resultado |
| ---------------------- | ----------------- | --------- |
| Mejor película         | El séptimo día    | Nominada  |
| Mejor director         | Carlos Saura      | Nominado  |
| Mejor actor secundario | Juan Diego        | Ganador   |
| Mejor guion original   | Ray Loriga        | Nominado  |
| Mejor fotografía       | François Lartigue | Nominado  |
| Mejor música           | Roque Baños       | Nominado  |
| Premio revelación      | Johana Cobo       | Nominada  |

Festival Internacional de Cine de Montreal
| Categoría      | Persona      | Resultado |
| -------------- | ------------ | --------- |
| Mejor director | Carlos Saura | Ganador   |